# Madeleine Collinson
Madeleine Collinson (* 22. Juli 1952 in Sliema; † 14. August 2014 in Msida) war eine maltesische Schauspielerin und Model.

## Leben
Sie wurde als eineiiger Zwilling ihrer Schwester Mary Collinson auf Malta geboren. Im Jahr 1969 zog sie nach England. Die Zwillinge wurden 1970 vom Fotografen Harrison Marks durch den Kurzfilm der Hammer Studio Halfway Inn entdeckt. Dies führte dazu, dass die Schwestern im Oktober 1970 als erstes Zwillingspaar zum Playmate des Monats der Zeitschrift Playboy gemacht wurden. Weitere Filme mit ihr waren Passion Potion (1971) und The Love Machine (1971). Ihre wichtigsten Rollen spielten die Zwillinge an der Seite von Peter Cushing in dem Horrorfilm Twins of Evil (deutscher Titel: Draculas Hexenjagd), in dem Madeleine die böse Schwester Frieda Gellhorn spielte, die sich in einen Vampir verwandelte.
Ihr Grab befindet sich auf dem Addolorata Cemetery in Paola.

## Filmografie
- 1969: Flesh and Love – Die hungrigen Mädchen (Some Like It Sexy)
- 1970: Groupie Girl
- 1970: Permissive
- 1970: Halfway Inn (Kurzfilm)
- 1971: Die Liebesmaschine (The Love Machine)
- 1971: Draculas Hexenjagd (Twins of Evil)
- 1971: Das Geheimnis meines Parfüms (She’ll Follow You Anywhere)

### Als sie selber und Archivaufnahmen
- 1970: The Tonight Show Starring Johnny Carson (Fernsehserie, 1 Folge)
- 1994: The World of Hammer (Fernsehserie, 1 Folge, Archivmaterial als Frieda Gellhorn)
- 2012: The Flesh and the Fury: X-posing Twins of Evil (Archivmaterial als Frieda Gellhorn)